# Jōji
Jōji (貞治?) era el nombre de una era japonesa (年号 nengō?, lit. nombre del año) de la Corte del Norte durante la Era de las Cortes del Norte y del Sur después de Kōan y antes de Ōan. Este período abarcó los años desde septiembre de 1362 hasta febrero de 1368. El emperador en Kioto fue el Emperador Go-Kōgon (後光厳天皇 Go-Kōgon-tennō?). El rival de la Corte del Sur, de Go-Kōgon, fue, durante este período de tiempo, el Emperor Go-Murakami (後村上天皇 Go-Murakami-tennō?), emperador en Yoshino.

## Resumen de Nanbokuchō

Los asientos imperiales durante el período Nanboku-chō estaban relativamente cerca, pero geográficamente distintos. Se identificaron convencionalmente como:
- Capital del Norte: Kioto
- Capital del Sur: Yoshino

Durante el período Meiji, un decreto imperial del 3 de marzo de 1911 estableció que los monarcas reinantes legítimos de este período eran los descendientes directos del emperador Go-Daigo a través del emperador Go-Murakami, cuya Corte del Sur (南朝 nanchō?) se había establecido al exilio en Yoshino, cerca de Nara.
Hasta el final del período Edo, los pretendientes-emperadores militarmente superiores apoyados por el shogunato Ashikaga se habían incorporado por error en las cronologías imperiales a pesar del hecho indiscutible de que los tesoros Imperiales no estaban en su posesión.
Esta ilegítima Corte del Norte (北朝 hokuchō?) había sido establecida en Kioto por Ashikaga Takauji.

## Cambio de era
- 1362, también llamado Jōji gannen (貞治元年?): el nuevo nombre de la era se creó para marcar un evento o una serie de eventos. La era anterior terminó y la nueva comenzó en Kōan 2.

En este marco de tiempo, Shōhei (1346-1370) era un nengō equivalente a la Corte del Sur. 

## Eventos de la era Jōji
- 1362 (Jōji 1): la era comienza con Ashikaga Yoshiakira en el control de Kioto.
- 1365 (Jōji 4): el hijo del emperador Go-Daigo, el príncipe Kaneyoshi (también conocido como Kanenaga) obtiene el control de Kyūshū.[4]
- 1367 (Jōji 6): Kantō Kubō Ashikaga Motouji muere; Yoshiakira cae enfermo y cede su posición a su hijo.[5]
- 1368 (Jōji 7): el hijo de Yoshiakira, Ashikaga Yoshimitsu, se convierte en el tercer shōgun de lo que se conoce como el período Muromachi.[6]